# یواس‌اس الهنا (ای‌کی‌ای-۹)
یواس‌اس الهنا (ای‌کی‌ای-۹) (به انگلیسی: USS Alhena (AKA-9)) یک کشتی بود که طول آن ۴۷۹ فوت ۸ اینچ (۱۴۶٫۲۰ متر) بود. این کشتی در سال ۱۹۴۱ ساخته شد.